# Бельгран, Мари Франсуа Эжен
Мари Франсуа Эжен Бельгран (фр. Eugène Belgrand; 1810—1878) — французский инженер, участвовавший в работе по обновлению города Парижа во второй половине XIX века; член Французской академии наук.

## Биография
Мари Франсуа Эжен Бельгран родился 23 апреля 1810 года во Франции в местечке Эрви-ле-Шатель.
Эжен Бельгран был выпускником Политехнической школы в Париже. Во время обучения в Национальной школе мостов и дорог Бельгран стал свидетелем того, как созданный им во время практических занятий мост снесло наступившее половодье. Это событие во многом определило дальнейшую судьбу Бельграна: тут ему впервые пришла мысль о том значении геологического строения почвы, какое оно имеет в гидрологии. С тех пор он занялся специально этим вопросом, и результатом его занятий стал доклад «Etudes hidrologiques dans la partie supérieure du bassin de la Seine», представленный им в 1846 году (через посредство Араго) в академию наук и которым он обратил на себя внимание французского учёного сообщества.

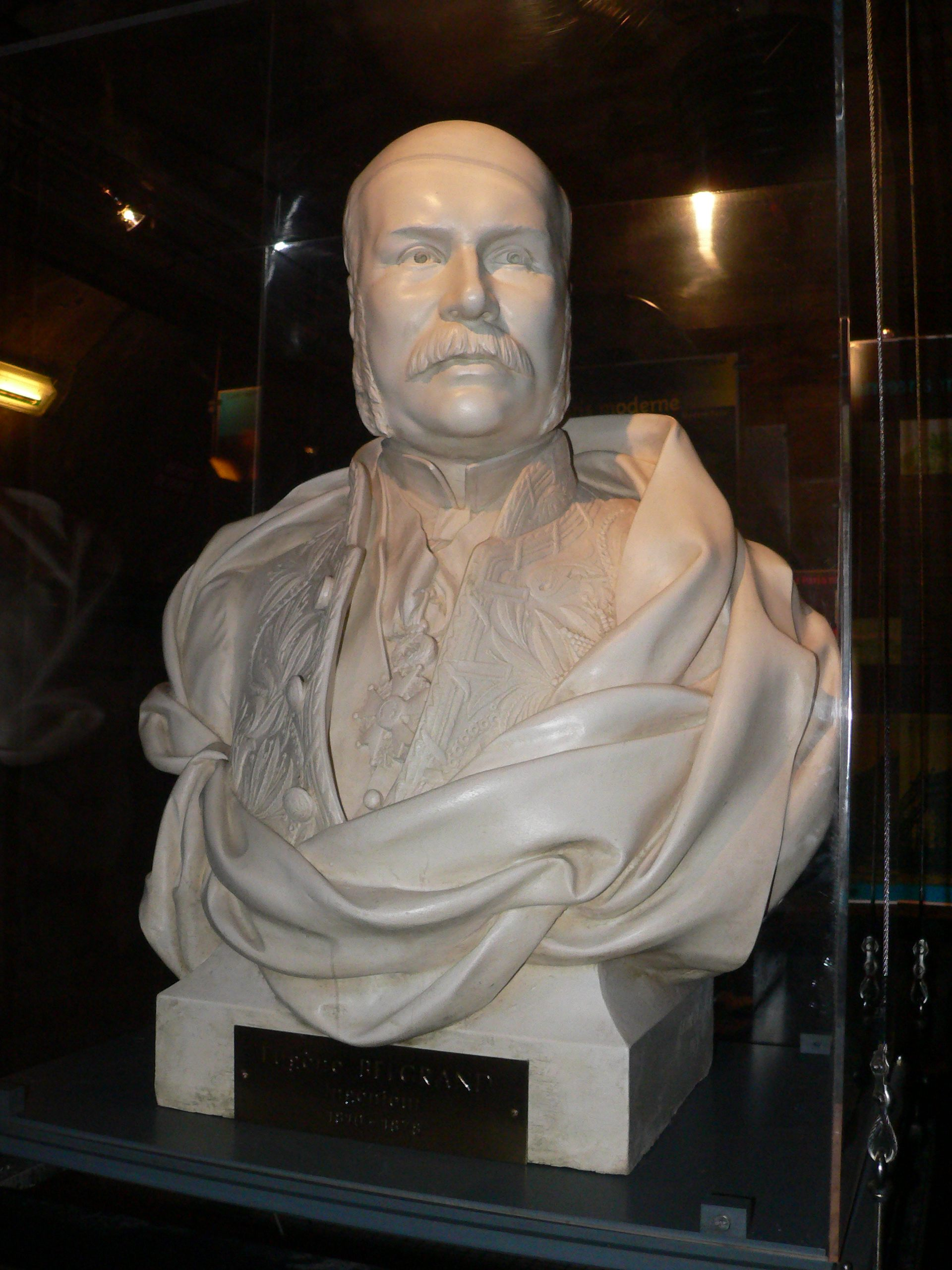
Бюст инженера Бельграна в Музее канализации Парижа

В 1850 году Бельграну было предложено снабдить Аваллон водой, что и было им исполнено в совершенстве и в самое короткое время. Этот успех побудил барона Османа, префекта Сены, сделать инженеру предложение о снабжении водой столицы страны. После его осуществления, совместными усилиями они закладывают основы сегодняшней канализационной системы и практически переделывают систему водоснабжения города. Была сделана проверка, в результате которой была составлена карта существовавшей канализации. Оказалось, что сеть состояла почти из двухсот тоннелей, о многих из которых к тому времени забыли. С тоннами вековой грязи справились достаточно просто и дёшево — распространили слухи, что под улицами Парижа нашли драгоценности. Массы жадных охотников за сокровищами устремилась расчищать канализацию. Они пробирались через трясину, вытянули сотни кубометров грязи, но лишь очень немногим посчастливилось отыскать монеты, драгоценности и оружие (подробнее см. в статье Музей канализации).
Помимо научных трудов, вышедших отдельными изданиями, Бельгран напечатал множество статей и заметок в «Annales des ponts et chaussées» (1846—1877), «Bulletin de la société géòlogique de France» (1846—74), «Comptes rendus de l'Academie des sciences» (1870—78) и других печатных изданиях.
За заслуги перед Францией Бельгран получил командорский крест Почетного Легиона, а в 1871 году был избран членом Французской академии наук.
Мари Франсуа Эжен Бельгран скончался 21 сентября 1878 года в Париже.
Имя Бельграна находится в известном списке на Эйфелевой башне.

## Избранная библиография
- «Recherches statistique sur les sources du bassin de la Seine etc.» (1854),
- «Carte géologique et hydrologique du bassin de la Seine» (1854),
- «Documents relatifs aux eaux de Paris» (1858),
- «Les Eaux et les Aq ueducs romains» (1875)[1].